# Algorab
Algorab (delta Corvi) is een heldere ster in het sterrenbeeld Raaf (Corvus).
De ster staat ook bekend als Algores, Algoral en Algorel en maakt deel uit van de Pleiadengroep.